# Gli storpi
Gli Storpi è un dipinto a olio su tavola (18x21,5 cm) di Pieter Bruegel il Vecchio, datato 1568 e conservato nel Museo del Louvre di Parigi. È firmato "BRVEGEL M.D.LXVIII".

## Storia
L'opera venne donata dal critico d'arte Paul Mantz al museo parigino, nel 1892. Max Dvořák descrisse il soggetto tanto singolare come "una famiglia di funghi velenosi germogliati dall'umido terreno di un cantuccio solitario".

## Descrizione e stile
Quattro mendicanti in primo piano e un quinto di spalle si offrono alla visione dello spettatore in tutta la deformità della loro condizione di storpi. Privi di gambe e afflitti da deformazioni fisiche, si muovono animatamente tramite stampelle e parastinchi di vario genere. Essi hanno sonagli e indossano code di volpe sui grembiuli: quest'ultima usanza non è di chiara rintracciabilità, forse legata al riconoscimento dei lebbrosi, forse dei mendicanti o straccioni.
L'uso di figure grottesche fa parte della volontà dell'artista di rappresentare tutti gli aspetti della vita quotidiana, anche i meno nobili e piacevoli, come si vede anche in opere quali la Lotta tra Carnevale e Quaresima, in cui compare un gruppo simile di personaggi. Un sesto personaggio passa a destra: si tratta di una donna, forse, avvolta da un mantello e una cuffia bianca, con in testa un capello-parasole da contadino e in mano una ciotola di metallo.
La tecnica pittorica è finissima, con un calcolato contrasto cromatico tra il rosso dei mattoni del muro sullo sfondo, il verde dell'erba e i bianchi delle mantellione degli storpi.
Sul retro della tavoletta si trovano due distici latini che compongono un tipico elogio umanistico del pittore che sorprende la Natura stessa dimostrandosi capace di ricrearla: "Nemmeno la natura possiede ciò che manca alla nostra arte, tanto grande è il privilegio concesso al pittore; qui la natura, tradotta in immagini dipinte, e vista nei suoi storpi, stupisce rendendosi conto che il Bruegel le è pari".
e un'altra che recita «o storpi che i vostri affari possano prosperare».
Sul significato ultimo della tavola si sono fatte altre varie ipotesi: critica anti-spagnola, satira sociale o più semplicemente segnalazione di una determinata categoria, quella dei mendicanti storpi.
Secondo la prima ipotesi nella Fiandra passata al calvinismo, il 5 aprile 1566 il "compromesso dei nobili" chiese a Filippo II l'abolizione dell'editto che condannava a morte 60.000 uomini: in quell'occasione i nobili convitati a un banchetto si presentarono travestiti da mendicanti e inneggiarono all'insurrezione nazionale chiamando tutti alla lotta comune al grido di «Viva i pitocchi». Un'interpretazione del dipinto di Bruegel è legata quindi a questo episodio, come rappresentazione di una corte dei miracoli: un principe, un vescovo, un soldato, un contadino e un borghese che indossano una casacca con code di volpi il segno distintivo dei mendicanti poi divenuto simbolo della resistenza nazionale.